# Ulica Piotra Niedurnego w Rudzie Śląskiej
Ulica Piotra Niedurnego w Rudzie Śląskiej (niem. Morgenrothstraße) − jedna z głównych dróg w Rudzie Śląskiej. Wyznacza ona kierunek N-S (północ-południe). Nazwana imieniem Piotra Niedurnego – działacza polskiego z Górnego  Śląska.

## Opis
Ulica rozpoczyna bieg na rondzie Górników w dzielnicy Wirek i biegnie dalej przez dzielnicę Nowy Bytom i osiedle Kaufhaus do ronda  im. Unii Europejskiej w dzielnicy Chebzie.
Przy ulicy Piotra Niedurnego mieści się ruch Pokój kopalni Ruda, Plac Jana Pawła II (przy którym mieści się urząd miasta), urząd stanu cywilnego, zabytkowa willa Florianka, Śląski Teatr Impresaryjny im. H. Bisty, Huta Pokój, zabytkowe osiedle Kaufhaus oraz pętla tramwajowa.
W budynku przy ulicy Niedurnego 36 mieści się Państwowa Szkoła Muzyczna I i II stopnia.
Przy ulicy Piotra Niedurnego zlokalizowane są następujące historyczne obiekty, wpisane do rejestru zabytków:
- kamienica mieszkalna (ul. P. Niedurnego 30, ul. Pokoju 1), wybudowana w 1910 (nr rej.: A/161/08 z 20 listopada 1998);
- willa „Florianka” (ul. P. Niedurnego 73), wzniesiona w 1910 (nr rej.: A/1606/95 z 31 maja 1995; A/945/2022 z 8 marca 2022[4]);
- budynek portierni "Huty Pokój" (ul. P. Niedurnego 79), wybudowany w 1908 r. (nr rej.: A/357/11 z 7 grudnia 2011);
- wielki piec "Huty Pokój" (ul. P. Niedurnego 79, wybudowany w 1968 r. (nr rej. A/360/12 z 27 listopada 2012)[5].
- willa urzędnicza (ul. P. Niedurnego 75), w której znajduje się oddział terenowy ZUSu oraz biura[6]
- zespół zabudowań kopalni „Pokój” w tym m.in. budynki dawnej łaźni, kompresorów i przetwornic, rozdzielni, dawnej dyrekcji, budynek wagi i portierni, wieża wyciągowa szybu „Wanda”[7]

Ulicą Piotra Niedurnego kursuje wiele autobusów ZTM oraz linia tramwajowa nr 9. Na całej długości ulicy znajduje się 7 przystanków autobusowych oraz 6 tramwajowych.